# Direktionsbezirk Dresden
Het Direktionsbezirk Dresden was een van de drie Direktionsbezirke (regio's) van de Duitse deelstaat Saksen.
De Direktionsbezirke ontstonden op 1 augustus 2008 als gevolg van de Kreisreform Sachsen 2008. Op 1 maart 2012 ging het Direktionsbezirk op in de nieuwe Landesdirektion Saksen.
| Kreise (districten)                                                                                      | Kreisfreie Städte (district-vrije steden) |
| --- | ----------------------------------------- |
| 1. Bautzen (Bautzen) 2. Görlitz (Görlitz) 3. Meißen (Meißen) 4. Sächsische Schweiz-Osterzgebirge (Pirna) | 1. Dresden                                |

Chemnitz · Dresden · Leipzig